# Royal National Theatre
Royal National Theatre er et teater i South Bank i London. Det omtales til daglig som The National Theatre eller bare "The National". Teateret har tre scener og står for et varieret program, med Shakespeare og andre klassikere, ledende dramatikere og klassiske musicaler.

## Eksterne links
- Hjemmeside Arkiveret 10. februar 2007 hos  Wayback Machine

| Kunst og kultur | Spire Denne artikel om scenekunst og teater er en spire som bør udbygges. Du er velkommen til at hjælpe Wikipedia ved at udvide den. |

51°30′26″N 0°06′54″V / 51.50722°N 0.11500°V